# H级战列舰
H级战列舰是纳粹德国海军在二战时期计划建造的战列舰。

## 介紹
H级战列舰（H Klass），為1939年1月海軍元帥埃里希·雷德爾交于希特勒的報告（Z計劃）所提到的方案，並且是為該方案中的核心——主力艦，於同月18日獲得希特勒批准執行。
关于H级战列舰的得名，一些英日文网站多有附会为首舰命名为「兴登堡」号（Hindenburg）而得名，更有言之凿凿者称其二号舰命名为「鲁登道夫」号者，中文媒体也多有追随者。实际上，该级战列舰从未正式命名，取其首舰的建造序列号H，称之为H级战列舰。由于该级舰建造工作开始后不久就因为战争爆发而中断，所以德国海军对该级舰设计一直在进行修改。从1939年开始，每年德国海军都会提出改进后的新的H级战列舰设计方案。这些H级设计方案通常以提交的年份加以区分，从最初开工时的H39方案一直排到1944年的H44方案。有人将H39-H44附会为6艘H级战列舰的编号，完全是对德国海军各种编号规则的无知造成的误解。且希特勒也曾在非正式的訪談中提及，他不傾向於將第三帝國相關的名字當成艦船名稱，若損失該艦隻，可能會嚴重影響人民的信心（比如「德國沉了」），所以他本人更喜歡像格茨·馮·貝利欣根或烏爾里希·馮·胡滕的艦船名字，至少不會影響民心。藉由此次訪談，上述謠言便不攻自破。
由於計畫中建造的艦船過於龐大，導致有空間製造該方案的船塢僅有4區。於是海軍部先行建造H39 (H) 與H41 (J) ，先後於1939年7月15日與9月1日開始安置龍骨，但隨著戰爭的爆發，使得前兩艘的建造暫停，H41之後的建造也被無限推遲，時人傳言在戰爭結束前都不會開工。至於H40為何被跳過? 主因是就算計畫A與B，仍無法滿足希特勒的要求，使得最終于1941年放棄方案，改去研究已安置龍骨的H41。
H41是H舰设计中最后一艘相对比较现实的方案艦船，因為其有參考實際海戰的情況，並靈活改進，持續到1942，並預定當年開始建造，結果舊船廠合同過期，新船廠接單後將其推延至1945年以後。更糟糕的是，隨著大型战列舰设计的专职团队解散，「设计研究」工作被交给了海军生产协调委员会「业余进行」。1942年8月，海军建造处的H41方案设计工作告一段落，然而，直到戰爭結束，其都未有復工的消息。同樣已暗置龍骨但停工的H39，自當時起已無下文。鑒於原設計團隊被調去研究新型U艇，且H39的合同照理說也已過期，因此她的下場推測是1941年後被拆解，拆下來的零件作為製造U艇原料來源。
不久，希特勒对德国海军又提出新的巨型战列舰设想。新设想取消了一切对于火炮口径、舰体尺寸和排水量的限制，而设计要求也是笼统而庞大的。新的要求在1942年到1944年间催生了多个设计方案，这些方案按照年份以H42到H44命名。值得注意的是，无论是雷德尔元帅还是他的继任者邓尼茨，都从来没有过问这些方案。而参加这些所谓“方案设计”的人员也并非专职，他们往往有着更多更重要也更紧迫的任务。实际上，德国海军对H42之后的所谓「设计」几乎毫无兴趣，雷德尔和邓尼茨的态度就完全可以说明问题。1942年之后的德国海军也对建造巨型战列舰的现实价值产生了怀疑。此时德国最迫切的需求是对潜艇和各种辅助舰艇的改进工作，早已成为镜花水月的H舰的“设计研究”仅仅是有一搭没一搭地进行。即使是参与这些「设计研究」工作的海军设计人员，也不认为这些所谓的「设计」能够实际建造。所有的所谓“设计”，基本就是在H41的设计基础上打补丁，完全是一种敷衍的态度。由于取消了一切限制，所以H42之后的「设计」，在船台和港口方面都有严重的问题。当时德国没一座船台能够容纳H42的建造，只能采用船坞建造法。而H44更是无法开进当时任何一个德国港口。所谓“超级战列舰”的研究，很大程度上已经成为取悦希特勒的一种工具。

## 戰艦裝備
实际上，作为同一个级别，H级别的各艘计划舰的数据在计划上相差就很大，比如H39级别计划装备16.5英寸火炮，而到了H44级别则计划装备20.8英寸火炮。实际上，虽然有文字记载，但该计划中的6艘战舰是否为一个级别仍然具有争议。

## 後世登場
- 戰艦世界等舰船遊戲企划创作了以该级战舰为原型的變種形象，當中還有基於其船體而成的裝甲航母。

- 战舰少女，碧蓝航线等舰船拟人化企划创作了以该级战舰为原型的拟人化形象。

### 腳註
1. ↑  Garzke & Dulin，第311、312頁.
2. ↑  《舰船知识》 2008年第2期第70页 欧阳欣 《德国超级战列舰之梦——H级的来龙去脉》
3. ↑  Jochmann，第411頁.
4. ↑  Picker，第402頁.
5. ↑  Garzke & Dulin，第312、315-318、343頁.
6. ↑  Gröner，第37頁.
7. ↑  Garzke & Dulin，第322頁.
8. ↑  Gröner，第38頁.
9. ↑  《舰船知识》 2008年第2期第78、79页 欧阳欣 《末日狂想曲——从H40到H44》